# Modelwitz (Altenburg)
Modelwitz ist eine Ortslage des Ortsteiles Ehrenberg der Skat- und Residenzstadt Altenburg im Osten von Thüringen.

## Lage
Modelwitz liegt am südlichen Stadtrand von Altenburg in der Nähe der Kreisstraße 206. Der Stadtteil befindet sich im landwirtschaftlich geprägten Altenburger-Zeitzer-Hügelland und am Übergang zum Erzgebirgsvorland im ländlichen Raum. Felder und begrünte Erosionsrinnen sind vorherrschend.

## Geschichte
Am 7. August 1136 wurde Modelwitz erstmals urkundlich erwähnt. Der Ort gehörte zum wettinischen Amt Altenburg, welches ab dem 16. Jahrhundert aufgrund mehrerer Teilungen im Lauf seines Bestehens unter der Hoheit folgender Ernestinischer Herzogtümer stand: Herzogtum Sachsen (1554 bis 1572), Herzogtum Sachsen-Weimar (1572 bis 1603), Herzogtum Sachsen-Altenburg (1603 bis 1672), Herzogtum Sachsen-Gotha-Altenburg (1672 bis 1826). Bei der Neuordnung der Ernestinischen Herzogtümer im Jahr 1826 kam der Ort wiederum zum Herzogtum Sachsen-Altenburg. Nach der Verwaltungsreform im Herzogtum gehörte er bezüglich der Verwaltung zum Ostkreis (bis 1900) bzw. zum Landratsamt Altenburg (ab 1900). Das Dorf gehörte ab 1918 zum Freistaat Sachsen-Altenburg, der 1920 im Land Thüringen aufging. 1922 kam es zum Landkreis Altenburg.
Am 1. Juli 1950 wurde Modelwitz nach Ehrenberg eingemeindet. Bei der zweiten Kreisreform in der DDR wurden 1952 die bestehenden Länder aufgelöst und die Landkreise neu zugeschnitten. Somit kam Modelwitz als Ortsteil von Ehrenberg mit dem Kreis Altenburg an den Bezirk Leipzig; jener gehörte seit 1990 als Landkreis Altenburg zu Thüringen und ging 1994 im Landkreis Altenburger Land auf. Am 14. Juli 1993 wurde die gesamte Gemeinde Ehrenberg mit eingemeindeten Dörfern als Ortsteil in die Stadt Altenburg eingegliedert. Rund 80 Einwohner wohnen gegenwärtig in Modelwitz.